# World Childhood Foundation

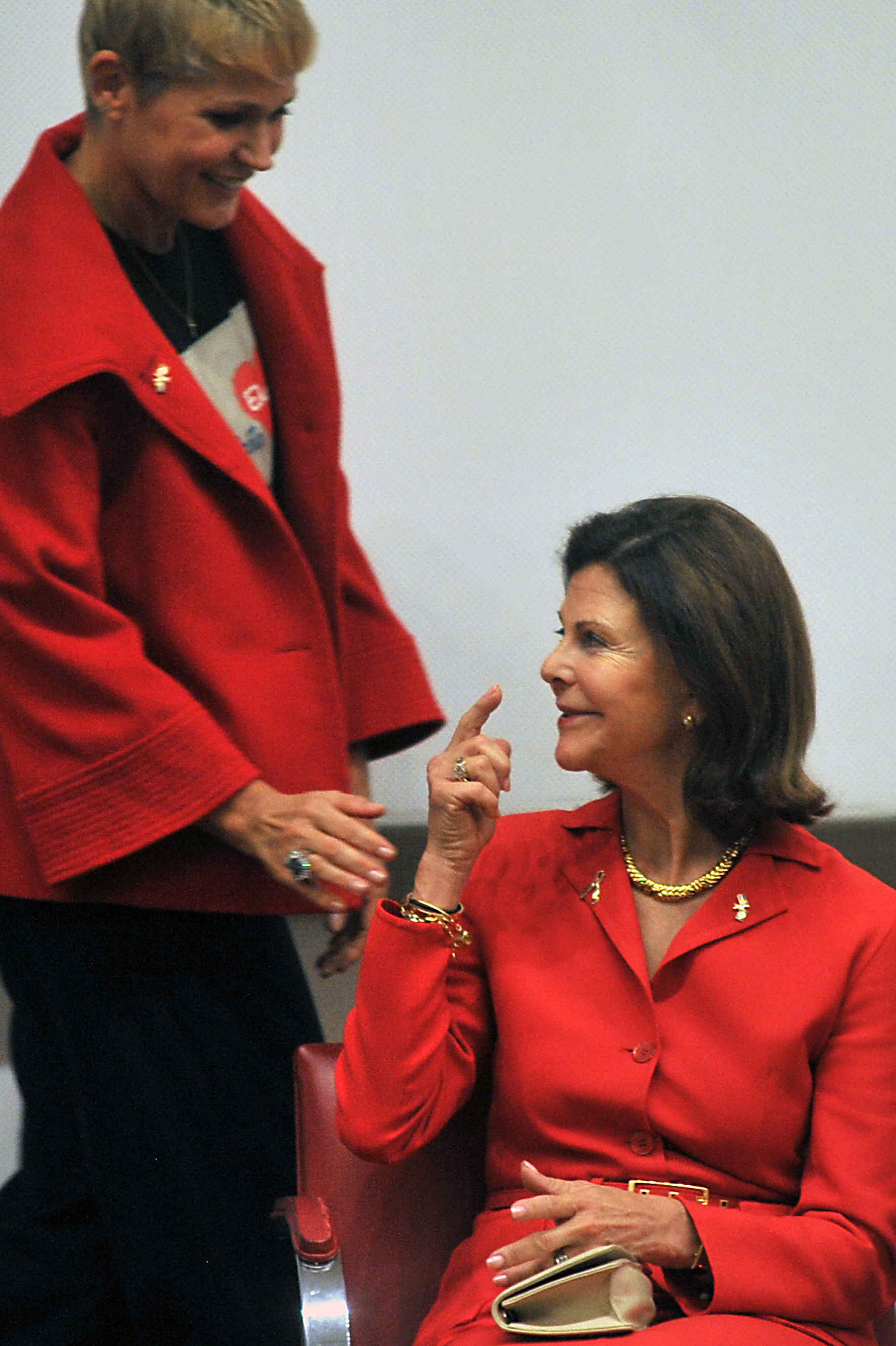
Königin Silvia von Schweden und Xuxa, in der Abgeordnetenkammer Brasiliens in Brasília.

Die World Childhood Foundation (dt. Welt-Kindheitsstiftung), abgekürzt auch Childhood, ist eine Hilfsorganisation, die 1999 von Königin Silvia von Schweden gegründet wurde. Der Zweck der Stiftung ist es, Kinder weltweit zu erreichen und zu unterstützen. Der Fokus liegt dabei auf dem Schutz von Kindern vor sexuellem Missbrauch, genauso wie auf der Unterstützung von denen, die bereits zum Opfer geworden sind – mit einer Konzentration auf Mädchen und junge Mütter.

## Geschichte
Childhood wurde von einer Gruppe sogenannter „Mitbegründer“ gestartet, von denen jeder eine Million US-Dollar spendete. Folgende Firmen und Personen gehörten dazu: ABB, Axel Johnson Group, Charles B. Wang Foundation, Curtis L. Carlson Family Foundation, Daimler Corporation Fund, Familie Barbro E. Heinz, Familie Jan H. Stenbeck, Familie Jane and Dan Olsson, Familie Sven Philip-Sörensen, Heimbold Foundation, Oriflame – af Jochnick Foundation, SAP AG, Skandia, TeliaSonera AB. Damit bekam die Stiftung ein stabiles finanzielles Fundament. Die Gruppe der Mitbegründer wurde 2005 geschlossen.
Anlässlich des Staatsbesuchs des schwedischen Königspaares im Oktober 2016 in Deutschland besuchte Königin Silvia eine Fachtagung der Stiftung in Leipzig, bei der angekündigt wurde, dass es in Zusammenarbeit mit der Universitätsklinik Leipzig ab 2018 auch in Deutschland ein erstes sogenanntes Barnahus geben werde; in Schweden gibt es bereits über 30 dieser Einrichtungen, die eine interdisziplinäre und kinderfreundlichere Betreuung von misshandelten Kindern durch eine Team von Polizisten, Psychologen, Ärzten und anderen möglich machen. Inzwischen gibt es Häuser auch in Düsseldorf, Berlin und Heidelberg.

## Ziele der Stiftung
Die Ziele werden wie folgt formuliert:

„Jedes Kind hat das Recht auf eine sichere und glückliche Kindheit, auf den Zugang zu Bildung und auf den Schutz vor körperlicher oder seelischer Gewalt. … Seitdem setzt sich die Stiftung für eine Verteidigung der Kinderrechte und für eine Verbesserung der Lebensumstände von gefährdeten, bedürftigen und ausgebeuteten Mädchen und Jungen auf der ganzen Welt ein. Alle Kinder sollen so die Chance erhalten, sich zu selbstsicheren und verantwortungsvollen Erwachsenen zu entwickeln. Sie haben ein Recht auf eine freie, unbekümmerte Kindheit und Sicherheit vor Übergriffen auf ihre Persönlichkeit.“

## Projekte
Die Organisation unterstützt derzeit über 100 Projekte in 17 Ländern weltweit. Dazu gehören Brasilien, die Volksrepublik China, Deutschland, Estland, Kambodscha, Lettland, Litauen, Moldawien, Nepal, Polen, Russland, Schweden, Südafrika, Thailand, Ukraine, die USA und Belarus. Die Stiftung setzt sich auch aktiv dafür ein, dass die Rechte der Kinder gewahrt werden und informiert über die Ausbeutung von Kindern, die auf der Welt stattfindet. Childhood hat Büros in São Paulo (Brasilien), New York (USA), und in Stuttgart für Deutschland. Der Hauptsitz befindet sich in Stockholm. Generalsekretärin dort ist Paula Guillet de Monthoux. Vorstandsvorsitzende der World Childhood Foundation (Deutschland) ist Anka Wittenberg, Geschäftsführerin ist  Astrid Helling-Bakki.
Childhood hat bis 2009 über 60 Mill. US-Dollar für über 600 Projekte ausgegeben.

## Sponsoren
Die Stiftung weist auf ihrer Webseite darauf hin, dass „Soziales Engagement oder Corporate Social Responsilbility (CSR) die Bindung zwischen Unternehmen und Mitarbeitern stärkt“. So gibt es mittlerweile eine lange Liste von Sponsoren-Firmen, die Childhood mit direkten Spenden unterstützen und in ihrer Werbung und Markenstrategie einsetzen. Sogenannte Unternehmenspartner sind u. a. SAP AG, Volvo und Handelsbanken, Schweden. Die Schwesterprojekte in Brasilien, USA und Schweden arbeiten auf ähnliche Art und Weise.